# Nacional Custals
Nacional Custals fue una marca menor de automóviles fundada en Barcelona a principios de 1918 por el mecánico catalán Joaquín Custals.
Aunque solo se fabricaron 5 unidades, eran unos cyclecars con bastante interés técnico, bastante parecidos a los Ideal de 4 cilindros y 15 CV. Esta similitud no era casual, ya que Custals provenía de los Talleres Hereter de Barcelona, en los cuales ponía en práctica los diseños de los hermanos Baradat. La falta de financiación y la ausencia de pedidos hizo que Custals cerrara la fábrica un año después, en 1919. 